# Nikołaj Strojew
Nikołaj Siergiejewicz Strojew (ros. Николай Сергеевич Стро́ев, ur. 7 stycznia?/20 stycznia 1912 w Moskwie, zm. 27 października 1997 tamże) – radziecki uczony i działacz państwowy, doktor nauk technicznych.

## Życiorys
Do 1929 skończył 9 klas szkoły i kursy elektrotechniczne, 1929-1931 pracował jako ślusarz, w 1937 ukończył studia na Wydziale Budowy Samolotów Moskiewskiego Instytutu Lotniczego, jednocześnie w latach 1935–1936 pracował jako inżynier w centralnym biurze konstruktorskim w zakładzie lotniczym nr 39. W październiku 1936 został inżynierem w Centralnym Instytucie Aerohydrodynamicznym (CAGI), od marca 1939 do marca 1941 był inżynierem i zastępcą szefa działu testów lotniczych CAGI w miejscowości Stachanowo (obecnie Żukowskij) w obwodzie moskiewskim, na bazie którego utworzono Instytut Lotniczo-Doświadczalny. Od marca 1941 pracował w Instytucie Lotniczo-Doświadczalnym jako zastępca szefa laboratorium aerodynamicznego, jednocześnie od kwietnia 1941 do stycznia 1943 był naczelnikiem filii instytutu w Nowosybirsku, w styczniu 1943 został szefem działu aerodynamicznego Instytutu Lotniczo-Doświadczalnego. Od listopada 1947 był zastępcą szefa, a od czerwca 1950 do czerwca 1950 szefem Kompleksu nr 2 Instytutu Lotniczo-Doświadczalnego, zajmując się badaniami aerodynamiki i wytrzymałości samolotów i helikopterów. Od czerwca 1952 do sierpnia 1954 był zastępcą naczelnika, a od sierpnia 1954 do sierpnia 1956 naczelnikiem Instytutu Lotniczo-Doświadczalnego, wniósł wielki wkład w rozwój techniki lotniczej i kierując wieloma pracami badawczymi nad stworzeniem nowoczesnej techniki lotniczej. Jednocześnie w latach 1952–1964 wykładał w Moskiewskim Instytucie Lotniczym, od sierpnia 1966 był zastępcą, a 1977–1987 I zastępcą przewodniczącego Komisji Zagadnień Wojskowo-Przemysłowych Prezydium Rady Ministrów ZSRR, jednocześnie w latach 1977–1989 był zastępcą przewodniczącego Komisji ds. Nagród Leninowskich i Nagród Państwowych ZSRR. W 1958 został doktorem nauk technicznych, a w 1961 profesorem. Został pochowany na Cmentarzu Nowodziewiczym.

## Odznaczenia i nagrody
- Medal Sierp i Młot Bohatera Pracy Socjalistycznej (dwukrotnie, 22 lipca 1966 i 19 stycznia 1982)
- Order Lenina (czterokrotnie, 12 lipca 1957, 17 czerwca 1961, 22 lipca 1966 i 19 stycznia 1982)
- Order Rewolucji Październikowej (3 kwietnia 1975)
- Order Wojny Ojczyźnianej II klasy (29 kwietnia 1944)
- Order Czerwonego Sztandaru Pracy (dwukrotnie, 6 grudnia 1949 i 25 października 1971)
- Order Czerwonej Gwiazdy (16 września 1945)
- Nagroda Stalinowska III klasy (1949)